# Scarabaeus clericus
Scarabaeus clericus là một loài bọ cánh cứng trong họ Bọ hung (Scarabaeidae).